# 意大利复兴运动国家博物馆
意大利复兴运动国家博物馆 (義大利語：Museo nazionale del Risorgimento italiano)是意大利23个关于意大利复兴运动的博物馆中最早、最大和最重要的博物馆，而且由于其丰富的大量藏品，也是其中唯一可以被视为"国家"的博物馆。它设于都灵的卡里尼亚诺宫（Palazzo Carignano）。

## 历史
该博物馆成立于1878年，就在意大利统一后不久，尽管它直到1908年才有第一次永久展览。最初设于安托内利尖塔（Mole Antonelliana），1938年搬迁到现在的地点。

## 展品
展品包括武器、旗帜、制服、印刷品和书面文件（包括1847年11月10日由葛弗雷多·马梅利（Goffredo Mameli）创作的歌曲、1946年以来的意大利国歌）《意大利人之歌》（Il Canto degli Italiani）的原稿，和艺术品。新展览于2011年3月18日开幕，占地约3500平方米，共30个房间，涵盖整个意大利复兴运动时期，从18世纪晚期革命到第一次世界大战开始.它包括一个专门的图书馆、印刷品柜和文献档案室。

## 延伸阅读
- Museo nazionale del risorgimento italiano. 1906